# Edvige Maria d'Asburgo-Lorena

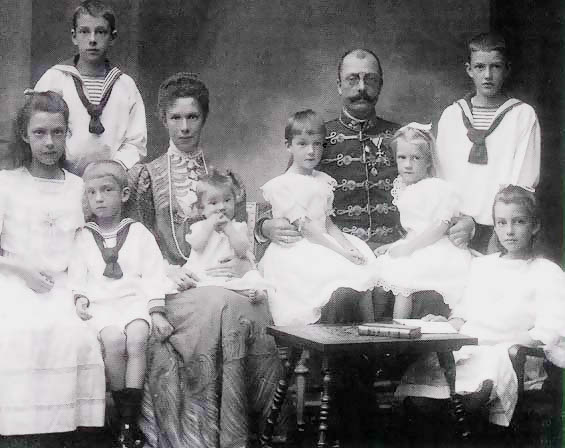
L'arciduchessa Maria Valeria d'Austria con il marito l'arciduca Francesco Salvatore d'Austria-Toscana e i figli

Edvige Maria d'Asburgo-Lorena (Bad Ischl, 24 settembre 1896 – Hall in Tirol, 1º novembre 1970) fu un membro della famiglia imperiale austriaca, nata arciduchessa di Austria e principessa di Toscana.

## Biografia

### Origini familiari
Edvige Maria era figlia dell'arciduca Francesco Salvatore, figlio di Carlo Salvatore di Toscana e di Maria Immacolata di Borbone-Due Sicilie, e dell'arciduchessa Maria Valeria, figlia minore dell'imperatore Francesco Giuseppe e di Elisabetta di Baviera. L'imperatrice Elisabetta visitò la figlia subito dopo il parto e informò l'imperatore inviando un telegramma a Vienna. Il battesimo si svolse nel salotto della Villa Imperiale.

### Matrimonio
Edvige sposò, il 24 aprile 1918, il conte Bernhard di Stolberg-Stolberg (1881 - 1952), figlio del conte Leopoldo di Stolberg-Stolberg e della borghese americana Mary Eddington. La coppia ebbe nove figli:
- Maria Elisabetta di Stolberg-Stolberg (1919)
- Francesco Giuseppe di Stolberg-Stolberg (1920-1986)
- Federico Leopoldo di Stolberg-Stolberg (1921-2007)
- Umberto Federico Bernardo di Stolberg-Stolberg (1922-1958)
- Teresa Maria Valeria di Stolberg-Stolberg (1923-1982)
- Carlo Francesco di Stolberg-Stolberg (1925-2003)
- Ferdinando Maria Immacolata di Stolberg-Stolberg (1926-1998)
- Regina Anna Maria Emanuela di Stolberg-Stolberg (1927-2002)
- Maddalena Maria Matilde di Stolberg-Stolberg (1930-2024)

Edvige ricevette, come dono di nozze dalla madre, un castello nel Kühtai che era stato acquistato nel 1893 dall'imperatore Francesco Giuseppe per la figlia.

### Morte
Edvige morì nel 1970, all'età di settantaquattro anni, a Hall in Tirol. È sepolta nella tomba di famiglia nel cimitero di Sala.

## Ascendenza
|                                            |                                      |                                          | Genitori                                      |  |  | Nonni |  |  | Bisnonni                  |  |  | Trisnonni                     |  |
|                                            |                                      |                                          |                                               |  |  |       |  |  | 8. Leopoldo II di Toscana |  |  | 16. Ferdinando III di Toscana |  |
|                                            |                                      |                                          |                                               |  |  |       |  |  | 8. Leopoldo II di Toscana |  |  | 16. Ferdinando III di Toscana |  |
|                                            |                                      | 17. Luisa Maria Amalia di Borbone-Napoli |                                               |  |  |       |  |  | 8. Leopoldo II di Toscana |  |  |                               |  |
| 4. Carlo Salvatore d'Asburgo-Lorena        |                                      |                                          |                                               |  |  |       |  |  | 8. Leopoldo II di Toscana |  |  |                               |  |
|                                            |                                      | 9. Maria Antonia di Borbone-Due Sicilie  | 18. Francesco I delle Due Sicilie             |  |  |       |  |  |                           |  |  |                               |  |
|                                            |                                      | 9. Maria Antonia di Borbone-Due Sicilie  | 18. Francesco I delle Due Sicilie             |  |  |       |  |  |                           |  |  |                               |  |
|                                            |                                      | 9. Maria Antonia di Borbone-Due Sicilie  | 19. Maria Isabella di Borbone-Spagna          |  |  |       |  |  |                           |  |  |                               |  |
| 2. Francesco Salvatore d'Asburgo-Lorena    |                                      | 9. Maria Antonia di Borbone-Due Sicilie  |                                               |  |  |       |  |  |                           |  |  |                               |  |
|                                            |                                      | 10. Ferdinando II delle Due Sicilie      | 20. Francesco I delle Due Sicilie (= 18)      |  |  |       |  |  |                           |  |  |                               |  |
|                                            |                                      | 10. Ferdinando II delle Due Sicilie      | 20. Francesco I delle Due Sicilie (= 18)      |  |  |       |  |  |                           |  |  |                               |  |
|                                            |                                      | 10. Ferdinando II delle Due Sicilie      | 21. Maria Isabella di Borbone-Spagna (= 19)   |  |  |       |  |  |                           |  |  |                               |  |
| 5. Maria Immacolata di Borbone-Due Sicilie |                                      | 10. Ferdinando II delle Due Sicilie      |                                               |  |  |       |  |  |                           |  |  |                               |  |
|                                            |                                      | 11. Maria Teresa d'Asburgo-Teschen       | 22. Carlo d'Asburgo-Teschen                   |  |  |       |  |  |                           |  |  |                               |  |
|                                            |                                      | 11. Maria Teresa d'Asburgo-Teschen       | 22. Carlo d'Asburgo-Teschen                   |  |  |       |  |  |                           |  |  |                               |  |
|                                            |                                      | 11. Maria Teresa d'Asburgo-Teschen       | 23. Enrichetta di Nassau-Weilburg             |  |  |       |  |  |                           |  |  |                               |  |
| 1. Edvige Maria d'Asburgo-Lorena           |                                      | 11. Maria Teresa d'Asburgo-Teschen       |                                               |  |  |       |  |  |                           |  |  |                               |  |
|                                            | 12. Francesco Carlo d'Asburgo-Lorena | 24. Francesco II d'Asburgo-Lorena        |                                               |  |  |       |  |  |                           |  |  |                               |  |
|                                            | 12. Francesco Carlo d'Asburgo-Lorena | 24. Francesco II d'Asburgo-Lorena        |                                               |  |  |       |  |  |                           |  |  |                               |  |
|                                            | 12. Francesco Carlo d'Asburgo-Lorena | 25. Maria Teresa di Borbone-Due Sicilie  |                                               |  |  |       |  |  |                           |  |  |                               |  |
| 6. Francesco Giuseppe I d'Austria          | 12. Francesco Carlo d'Asburgo-Lorena |                                          |                                               |  |  |       |  |  |                           |  |  |                               |  |
|                                            |                                      | 13. Sofia di Baviera                     | 26. Massimiliano I Giuseppe di Baviera        |  |  |       |  |  |                           |  |  |                               |  |
|                                            |                                      | 13. Sofia di Baviera                     | 26. Massimiliano I Giuseppe di Baviera        |  |  |       |  |  |                           |  |  |                               |  |
|                                            |                                      | 13. Sofia di Baviera                     | 27. Carolina di Baden                         |  |  |       |  |  |                           |  |  |                               |  |
| 3. Maria Valeria d'Asburgo-Lorena          |                                      | 13. Sofia di Baviera                     |                                               |  |  |       |  |  |                           |  |  |                               |  |
|                                            |                                      | 14. Massimiliano Giuseppe in Baviera     | 28. Pio Augusto in Baviera                    |  |  |       |  |  |                           |  |  |                               |  |
|                                            |                                      | 14. Massimiliano Giuseppe in Baviera     | 28. Pio Augusto in Baviera                    |  |  |       |  |  |                           |  |  |                               |  |
|                                            |                                      | 14. Massimiliano Giuseppe in Baviera     | 29. Amalia Luisa di Arenberg                  |  |  |       |  |  |                           |  |  |                               |  |
| 7. Elisabetta di Baviera                   |                                      | 14. Massimiliano Giuseppe in Baviera     |                                               |  |  |       |  |  |                           |  |  |                               |  |
|                                            |                                      | 15. Ludovica di Baviera                  | 30. Massimiliano I Giuseppe di Baviera (= 26) |  |  |       |  |  |                           |  |  |                               |  |
|                                            |                                      | 15. Ludovica di Baviera                  | 30. Massimiliano I Giuseppe di Baviera (= 26) |  |  |       |  |  |                           |  |  |                               |  |
|                                            |                                      | 15. Ludovica di Baviera                  | 31. Carolina di Baden (= 27)                  |  |  |       |  |  |                           |  |  |                               |  |
|                                            |                                      | 15. Ludovica di Baviera                  |                                               |  |  |       |  |  |                           |  |  |                               |  |